# Charles Edward Kenneth Mees
Charles Edward Kenneth Mees, angleško-ameriški fizik in fotografski raziskovalec, * 26. maj 1882, Wellingborough, Anglija, † 15. avgust 1960, Honolulu, Havaji, ZDA.

## Priznanja

### Nagrade
- medalja napredka
- medalja Henryja Draperja (1936)
- Franklinova medalja